# Albategnius (cráter)

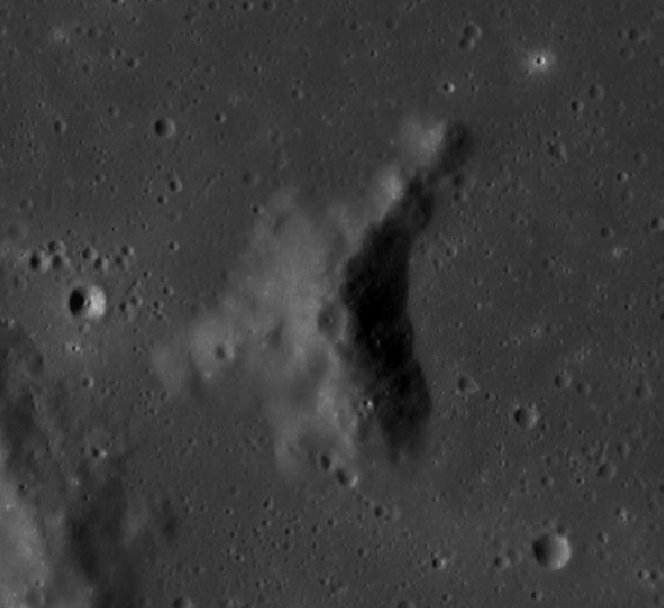
Pico central del cráter Albategnius (imagen LRO)

Albategnius es un cráter de impacto lunar situado en la tierras altas centrales. El nombre fue adoptado oficialmente por la Unión Astronómica Internacional (UAI) en 1935 y proviene del nombre latino del astrónomo y científico musulmán Al-Battani.

## Descripción
El nivel interior del Albategnius forma una llanura amurallada, rodeada por un alto borde anexo. La pared exterior tiene forma cuasi hexagonal y ha sido muy erosionada por impactos, hoyas y corrimientos de tierras. Alcanza una altura superior a 4.000 metros en su cara noreste. El borde está quebrado en el lado suroeste debido al cráter Klein, de menor tamaño.
|  |  |

Desplazado al oeste del punto medio del cráter se encuentra su pico central, denominado Alpha (α) Albategnius. 
Este mide poco menos de 20 kilómetros de largo (en dirección norte-sur) y tiene una anchura de aproximadamente la mitad. El pico se eleva a una altitud de aproximadamente 1,5 km, teniendo en su parte superior un pequeño cráter relativamente reciente.

## Ubicación
El Albategnius está situado al sur del cráter Hipparchus y al este de los cráteres Ptolemaeus y Alphonsus.
La superficie de esta zona se caracteriza por un conjunto de cicatrices casi paralelas que forman canales que se extienden aproximadamente en la línea norte-sur, la cual está ligeramente inclinada hacia el sureste.

## Nombres
El cráter Albategnius recibe su nombre de la versión latina del nombre del astrónomo musulmán Al-Battani. Como a muchos de los cráteres de la cara visible de la Luna, su nombre le fue dado por Giovanni Riccioli, cuyo sistema de nomenclatura de 1651 se ha convertido en estándar. Los primeros cartógrafos lunares le dieron nombres diferentes. El mapa de 1645 de Michael van Langren lo denomina «Ferdinandi III Imp. Rom.» en honor a Fernando III, el emperador del Sacro Imperio Romano Germánico. Asimismo, Johannes Hevelius lo llamó «Didymus Mons».

## Cráteres satélite
Los cráteres satélite son pequeños cráteres situados próximos al cráter principal, recibiendo el mismo nombre que dicho cráter acompañado de una letra mayúscula complementaria (incluso si la formación de estos cráteres es independiente de la formación del cráter principal). Por convención, estas características son identificadas en mapas lunares poniendo la letra en el lado del punto medio del cráter que se encuentre más cercano al Albategnius.
|             | \| Albategnius \| Coordenadas \| Diámetro \| \| ----------- \| --------------------------- \| -------- \| \| A \| 8°54′S 3°12′E / -8.9, 3.2 \| 7 km \| \| B \| 10°00′S 4°00′E / -10.0, 4.0 \| 20 km \| \| C \| 10°18′S 3°42′E / -10.3, 3.7 \| 6 km \| \| D \| 11°18′S 7°06′E / -11.3, 7.1 \| 9 km \| \| E \| 12°54′S 6°24′E / -12.9, 6.4 \| 14 km \| \| G \| 9°24′S 1°54′E / -9.4, 1.9 \| 15 km \| \| H \| 9°42′S 5°12′E / -9.7, 5.2 \| 11 km \| \| J \| 11°06′S 6°12′E / -11.1, 6.2 \| 7 km \| \| K \| 9°54′S 2°00′E / -9.9, 2.0 \| 10 km \| \| L \| 12°06′S 6°18′E / -12.1, 6.3 \| 8 km \| \| M \| 8°54′S 4°12′E / -8.9, 4.2 \| 9 km \| \| N \| 9°48′S 4°30′E / -9.8, 4.5 \| 9 km \| \| O \| 13°12′S 4°12′E / -13.2, 4.2 \| 5 km \| \| P \| 12°54′S 4°30′E / -12.9, 4.5 \| 5 km \| \| S \| 13°18′S 6°06′E / -13.3, 6.1 \| 6 km \| \| T \| 12°36′S 6°06′E / -12.6, 6.1 \| 9 km \| |          |
| Albategnius | Coordenadas | Diámetro |
| A           | 8°54′S 3°12′E / -8.9, 3.2 | 7 km     |
| B           | 10°00′S 4°00′E / -10.0, 4.0 | 20 km    |
| C           | 10°18′S 3°42′E / -10.3, 3.7 | 6 km     |
| D           | 11°18′S 7°06′E / -11.3, 7.1 | 9 km     |
| E           | 12°54′S 6°24′E / -12.9, 6.4 | 14 km    |
| G           | 9°24′S 1°54′E / -9.4, 1.9 | 15 km    |
| H           | 9°42′S 5°12′E / -9.7, 5.2 | 11 km    |
| J           | 11°06′S 6°12′E / -11.1, 6.2 | 7 km     |
| K           | 9°54′S 2°00′E / -9.9, 2.0 | 10 km    |
| L           | 12°06′S 6°18′E / -12.1, 6.3 | 8 km     |
| M           | 8°54′S 4°12′E / -8.9, 4.2 | 9 km     |
| N           | 9°48′S 4°30′E / -9.8, 4.5 | 9 km     |
| O           | 13°12′S 4°12′E / -13.2, 4.2 | 5 km     |
| P           | 12°54′S 4°30′E / -12.9, 4.5 | 5 km     |
| S           | 13°18′S 6°06′E / -13.3, 6.1 | 6 km     |
| T           | 12°36′S 6°06′E / -12.6, 6.1 | 9 km     |

## Referencias

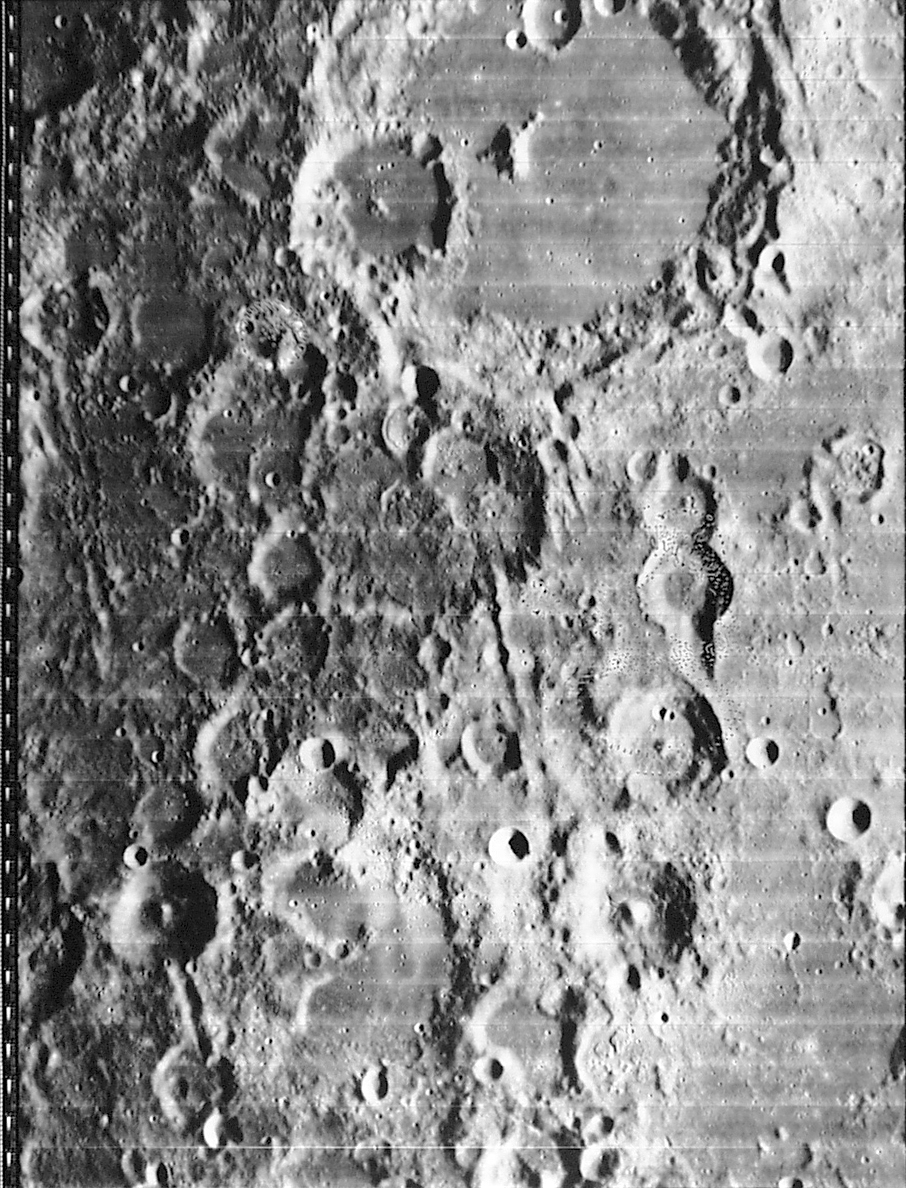
Fotografía de la misión Lunar Orbiter 4